# Caspar Bussing

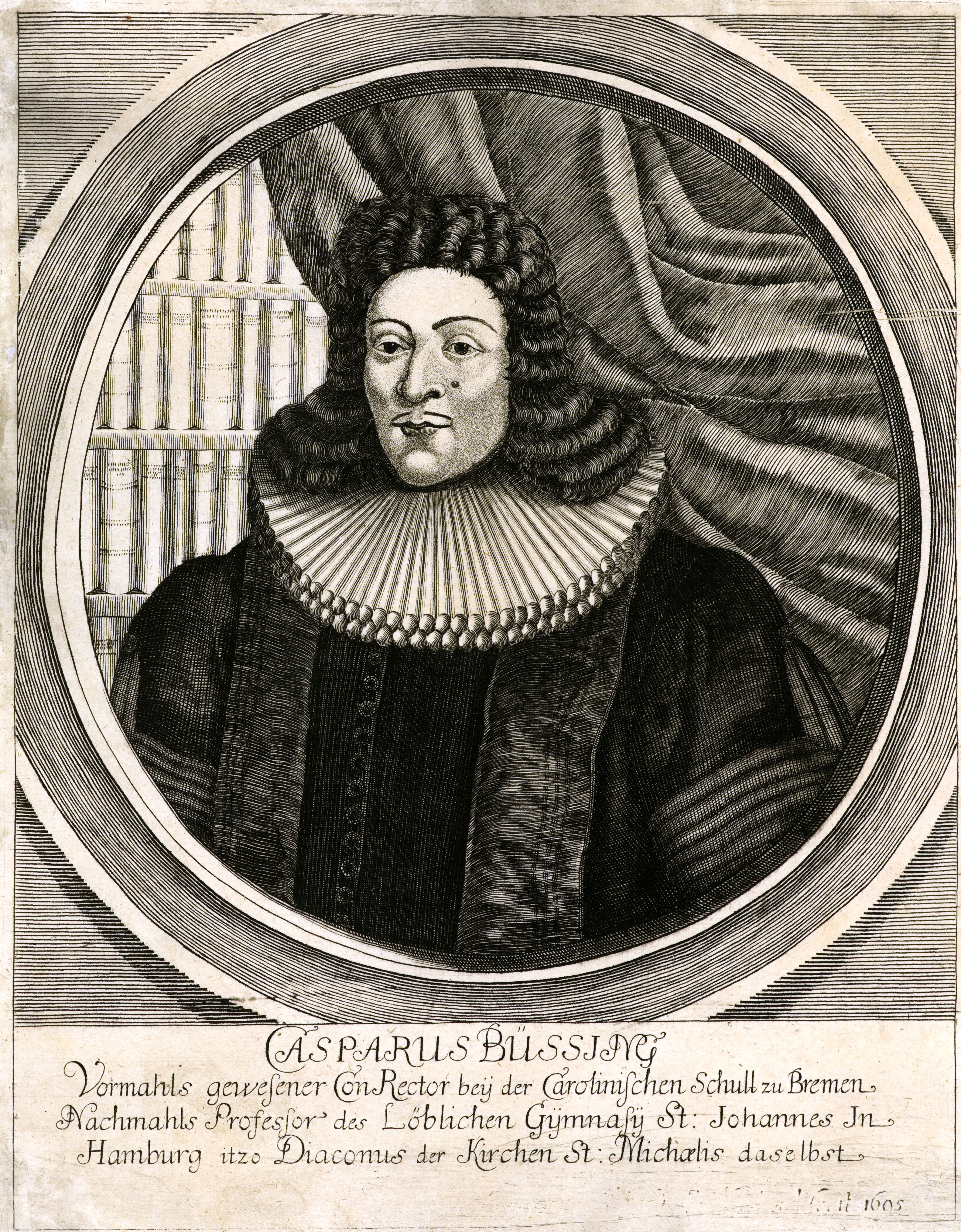
Caspar Büssing (1695)

Caspar Bussing, auch Büssing, Bussingius (* 9. März 1658 in Neukloster; † 20. Oktober 1732 in Oldenburg (Oldb)) war ein deutscher evangelisch-lutherischer Theologe, Mathematiker und Heraldiker.
Er war das jüngste von neun Kindern des gleichnamigen mecklenburgischen Pastors aus der Ehe mit Magdalena Lichtenfeld. Diese war die Tochter des Pastors, dessen Amt Büssing sen. einnahm. Der Vater nannte sich auch Büssing bzw. Bussingius und stammte aus Stolzenau an der Weser.
1680 schrieb sich Bussing zum Studium an der Universität Rostock ein. Er wurde 1691 Professor für Mathematik am Akademischen Gymnasium in Hamburg, 1694 Diaconus (2. Pastor) an der Hauptkirche St. Michaelis (Hamburg) und 1699 als Nachfolger von Christian Sigismund Wolf Lector secundarius und Pastor am Hamburger Dom. 1707 zwangen ihn die Auseinandersetzungen um die Jurisdiktion und Dienstaufsicht zwischen Schweden (als Rechtsnachfolger im Erzstifts Bremen) und dem Hamburger Rat zum Rücktritt.
Nach einer Übergangszeit als Pastor am Hamburger Hiobs-Hospital Hamburg berief ihn der dänische König Friedrich IV. in seiner Eigenschaft als Graf von Oldenburg 1708 zum Generalsuperintendenten und Konsistorialrat in Oldenburg sowie zum Hauptpastor an der Lambertikirche. Drei Jahre später wurde er zusätzlich Generalsuperintendent für die Herzogtümer Bremen und Verden, nachdem sie im Großen Nordischen Krieg von Dänemark besetzt worden waren und der bisherige schwedisch eingesetzte Generalsuperintendent Johann Diecmann sich geweigert hatte, in sein Amt zurückzukehren. Nachdem das Herzogtum Bremen-Verden 1714 an Kurhannover gefallen war, gab Bussing das zusätzliche Amt 1715 wieder an Diecmann ab. Die Generalsuperintendentur über Oldenburg übte Bussing bis zu seinem Tode aus.
Bussing beschäftigte sich intensiv mit der Heraldik.

## Schriften
- Conspectus Heraldicae. Schultz, Hamburg 1693 (Digitalisat).
- Bremen-Verdischer Rittersaal. Einleitung zu der Herolds-Kunst. Schultz, Hamburg 1694.
- Einleitung zu der Herolds-Kunst. Auff Eine bequeme und deutliche Art verfasset. In zwey Theilen Die Wapen Der vornehmsten Staaten Als Käyser/Könige/Fürsten und Republiquen von gantz Europa Gleichsahm auff einen Anblick darstellend Und In dieser Teutschen Ubersetzung Mit einem Neuen Theil Von der Wapen-Kunst insgemein. Schultz, Hamburg 1694 (Digitalisat).

## Belege
1. ↑  Eintrag im Rostocker Matrikelportal, SS 1680, Nr. 30.
2. ↑  Eduard Meyer: Geschichte des Hamburgischen Schul- und Unterrichtswesen im Mittelalter. Hamburg: Meißner 1843, S. 99
3. ↑  Rudolf Steinmetz: Die Generalsuperintendenten in den Herzogtümern Bremen-Verden. Bacheratz, Stade 1907, S. 56 f. (Digitalisat).
4. ↑  Gert Oswald: Lexikon der Heraldik. VEB Bibliographisches Institut, Leipzig 1984.

| Personendaten    | Personendaten                                        |
| ---------------- | ---------------------------------------------------- |
| NAME             | Bussing, Caspar                                      |
| ALTERNATIVNAMEN  | Büssing, Caspar; Bussingius, Caspar; Bussing, Kaspar |
| KURZBESCHREIBUNG | deutscher Mathematiker, Theologe und Heraldiker      |
| GEBURTSDATUM     | 9. März 1658                                         |
| GEBURTSORT       | Neukloster                                           |
| STERBEDATUM      | 20. Oktober 1732                                     |
| STERBEORT        | Oldenburg (Oldb)                                     |